# Зернолуск зеленокрилий
Зернолу́ск зеленокрилий (Saltator similis) — вид горобцеподібних птахів родини саякових (Thraupidae). Мешкає в Південній Америці.

## Опис
Довжина птаха становить 20,5-21 см, вага 36-54 г. Верхня частина голови тьмяно-сіра з зеленуватим відтінком, скроні і обличчя сіре, потилиця і верхня частина тіла зеленувато-сірі, надхвістя сіре. Підборіддя чорне, горло біле, над очима білі "брови". Нижня частина тіла охристо-сіра. Стернові пера темно-сірі. Покривні пера крил оливковозелені, махові пера чорнувато-сірі з широкими, яскравими, зеленувато-жовтими краями. Дзьоб і лапи сірі, очі карі. Виду не притаманний статевий диморфізм. У молодих птахів груди і живіт поцятковані чорними смужками.

## Підвиди
Виділяють два підвиди:
- S. s. similis d'Orbigny & Lafresnaye, 1837 — східна Болівія, центральна і східна Бразилія (від півночі Мату-Гросу і Баїї на південь до Мату-Гросу-ду-Сул і Сан-Паулу), Парагвай, північний Уругвай і північно-східна Аргентина (на південь до Буенос-Айреса);
- S. s. ochraceiventris Berlepsch, 1912 — південно-східна Бразилія (від Парани і південного сходу штату Сан-Паулу на південь до Ріо-Гранде-ду-Сул).

## Поширення і екологія
Зеленокрилі зернолуски мешкають в Бразилії, Болівії, Парагваї, Уругваї і Аргентині. Вони живуть в кронах вологих рівнинних тропічних лісів та на узліссях. Зустрічаються парами, на висоті до 1250 м над рівнем моря. Живляться плодами, комахами, насінням. квітками і листям. Гніздо чашоподібне, діаметром 12 см, зроблене з великого сухого листя і гілочок, встелене травою і корінцями. розмущується в чагарниках, на висоті 1-2 м над землею. В кладці 2-3 блакитнуватих або зеленувато-блакитних яйця, поцяткованих темними плямками, розміром 29×13 мм. Інкубаційний період становить 13 днів, пташенята покидають гніздо через 15 днів після вилуплення.